# Espy Van Horne
Espy Van Horne (* 1795 im Lycoming County, Pennsylvania; † 25. August 1829 in Williamsport, Pennsylvania) war ein US-amerikanischer Politiker. Zwischen 1825 und 1829 vertrat er den Bundesstaat Pennsylvania im US-Repräsentantenhaus.

## Werdegang
Über Espy Van Hornes Jugend oder seinen beruflichen Werdegang jenseits der Politik ist nichts überliefert. Politisch wurde er Mitglied der Ende der 1790er Jahre von Thomas Jefferson gegründeten Demokratisch-Republikanischen Partei. In den 1820er Jahren schloss er sich der Bewegung um den späteren US-Präsidenten Andrew Jackson an.
Bei den Kongresswahlen des Jahres 1824 wurde Van Horne im neunten Wahlbezirk von Pennsylvania in das US-Repräsentantenhaus in Washington, D.C. gewählt, wo er am 4. März 1825 die Nachfolge von William Cox Ellis antrat. Nach einer Wiederwahl konnte er bis zum 3. März 1829 zwei Legislaturperioden im Kongress absolvieren. Diese waren von den heftigen Diskussionen zwischen den Anhängern von Andrew Jackson und denen von Präsident John Quincy Adams bestimmt.
Espy Van Horne starb nur wenige Monate nach dem Ende seiner letzten Legislaturperiode am 25. August 1829 in Williamsport.